# 1916年の政治
1916年の政治（1916ねんのせいじ）では、1916年（大正5年）の政治分野に関する出来事について記述する。

## できごと

### 1月
- 1月8日 - 連合軍、ガリポリ半島から撤退開始[1]。
- 1月27日
  - 劉顕世が貴州省の独立を宣言。
  - イギリスで兵役法(Military Service Act）が制定され徴兵制が導入される。
- 1月28日 - ルイス・ブランダイスがユダヤ人として初めて合衆国最高裁判所判事に選出。
- 1月29日 - ドイツのツェッペリン飛行船がパリをはじめて空襲。

### 2月
- 2月21日 - ヴェルダンの戦いが始まる[2]。
- 2月28日 - ドイツ領カメルーンが降伏。

### 3月
- 3月1日 - ドイツ、無制限潜水艦作戦を再開。
- 3月15日 - 陸栄廷が広西省の独立を宣言。
- 3月22日 - 袁世凱が帝政を取り消し中華帝国崩壊。大総統に復帰。

### 4月
- 4月6日 - 広東省の竜済光が独立。
- 4月12日 - 浙江省が独立。
- 4月24日 - アイルランドにおいて共和主義者による武装蜂起（イースター蜂起）が発生。

### 5月
- 5月 - 孫文、上海に戻る。
- 5月8日 - 北洋政府に対抗する軍務院が成立。
- 5月10日 - ドイツ、無制限潜水艦作戦を中止。
- 5月16日 - 英仏両国が秘密裏にサイクス・ピコ協定を締結。
- 5月31日 - ユトランド沖海戦。

### 6月
- 6月4日 - ブルシーロフ攻勢が始まる。
- 6月5日
  - オスマン帝国のヒジャーズ地方においてアラブ人が反乱（アラブ反乱）。
  - 英国ハンプシャー (装甲巡洋艦)がオークニー諸島付近で機雷に接触し沈没。乗艦していたホレイショ・キッチナー陸相を含む643名が戦死。
- 6月6日 - 袁世凱死去。
- 6月7日 - 黎元洪が大総統に就任。
- 6月9日 - 孫文が中華民国臨時約法の復活を宣言。
- 6月10日 - 対オーストリア軍事作戦の失敗の責任を取り、アントニオ・サランドライタリア王国首相が退陣。パオロ・ボセッリが新首相に就任。
- 6月29日 - 黎元洪大総統、中華民国臨時約法と国会の回復を宣言。

### 7月
- 7月10日 - ソンムの戦いが始まる。

### 8月
- 8月27日
  - イタリアがドイツに宣戦布告。　
  - ルーマニアが連合国側で参戦。
- 8月29日 - ドイツ陸軍エーリッヒ・フォン・ファルケンハイン参謀総長が解任され、後任にパウル・フォン・ヒンデンブルクが就任。参謀次長にエーリヒ・ルーデンドルフ。

### 9月
- 9月20日 - ブルシーロフ攻勢でロシア軍の勝利。

### 10月
- 10月9日
  - 第2次大隈内閣総辞職。
  - 後継首班に大隈は加藤高明前外相を、元老会議は寺内正毅朝鮮総督をそれぞれ奏請。
  - 寺内正毅に大命降下。
  - 寺内内閣成立。

### 11月
- 11月7日

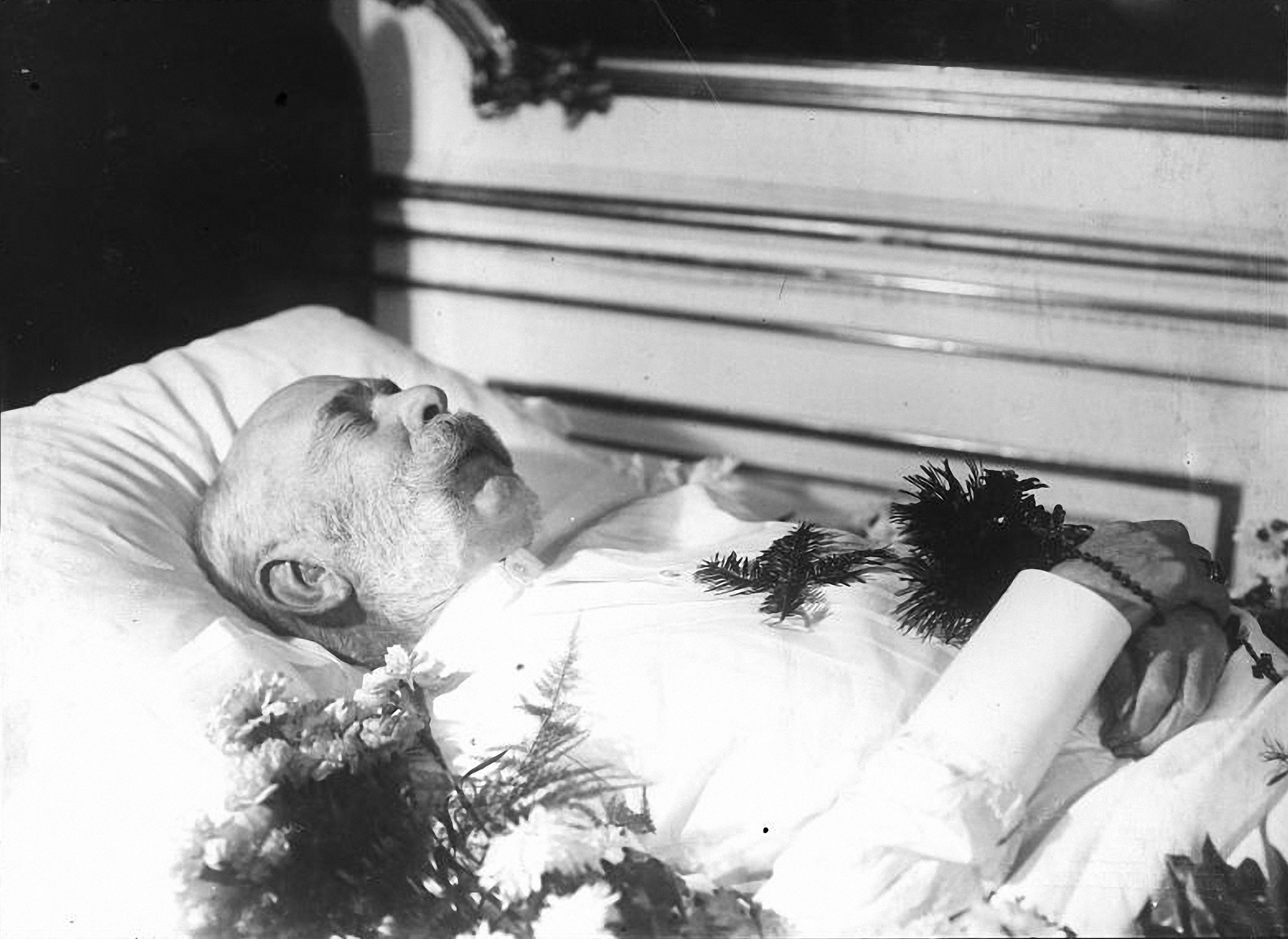
オーストリア・ハンガリー帝国皇帝フランツ・ヨーゼフ1世崩御。

  - 米大統領選挙でウッドロウ・ウィルソンが再選。
  - ジャネット・ランキンが女性として初めて米国下院議員に選出。
- 11月21日 - オーストリア＝ハンガリー帝国皇帝フランツ・ヨーゼフ1世崩御。カール1世が皇帝に即位。

### 12月
- 12月5日 - 英ハーバート・ヘンリー・アスキス首相が辞任[3][4][5]。
- 12月6日 - デビッド・ロイド・ジョージが英国首相に就任[3]。
- 12月24日 - 西原亀三、段祺瑞国務総理と会談。
- 12月25日 - 第38議会召集。
- 12月29日 - ロシアでグリゴリー・ラスプーチンがドミトリー大公、フェリックス・ユスポフ公爵らにより暗殺される。